# Duc de Rutland
Comte de Rutland et Duc de Rutland sont des titres de la pairie d'Angleterre dérivant du comté traditionnel de Rutland. Le comte de Rutland est élevé au statut de duc en 1703 et les titres sont fusionnés.

Armoiries de la maison Manners.

## Histoire des titres
Le titre de comte de Rutland est créé le 25 février 1390, à l’intention d’Édouard d'York (1373-1415), fils d’Edmond de Langley, duc d'York et petit-fils du roi Édouard III d'Angleterre. À la mort du duc en 1402, Édouard devient duc d'York. Le titre de comte de Rutland tombe en désuétude à sa mort lors de la bataille d’Azincourt, et est assumé par d’autres membres de la maison d'York dont le premier neveu du comte Richard Plantagenêt, père d'Édouard IV, et son second fils, Edmond, comte de Rutland.
Thomas Manners (v. 1497-1543), fils de George Manners, 11e baron Ros de Hamlake, est fait comte de Rutland dans la pairie d’Angleterre en 1525. Sa mère, Anne St Leger, est la petite-fille de Richard Plantagenêt. Le titre passe à son fils Édouard Manner, puis à son frère John. 
Le 9e comte John Manners (1639-1711) est fait duc de Rutland et marquis de Granby en 1703 par la reine Anne de Grande-Bretagne.

## Listes des comtes et ducs de Rutland

### Comtes de Rutland, première création (1390)
- 1390-1415 : Édouard d'York (1373-1415), 2e duc d'York ;
- 1426-1460 : Richard Plantagenêt (1411-1460), 3e duc d'York ;
- 1446-1460 : Edmond Plantagenêt (1443-1460).

### Comtes de Rutland, seconde création (1525)

Écu des Manners sans augmentation

- 1525-1543 : Thomas Manners (v. 1497-1543), 12e baron de Ros ;
- 1543-1563 : Henry Manners (1516-1563), 13e baron de Ros ;
- 1563-1587 : Édouard Manners (1549-1587), 14e baron de Ros ;
- 1587-1588 : John Manners (1552-1588), 15e baron de Ros ;
- 1588-1612 : Roger Manners (1576-1612) (il serait le véritable William Shakespeare, selon Karl Bleibtreu et Célestin Demblon) ;
- 1612-1632 : Francis Manners (1578-1632), 17e baron de Ros ;
- 1632-1641 : George Manners (1580-1641) ;
- 1641-1679 : John Manners (1604-1679) ;
- 1679-1711 : John Manners (1638-1711), avancé duc de Rutland en 1703.

### Ducs de Rutland (1703)
- 1703-1711 : John Manners (1638-1711)
- 1711-1721 : John Manners (1676-1721)
- 1721-1779 : John Manners (1696-1779)
- 1779-1787 : Charles Manners (1754-1787)
- 1787-1857 : John Manners (1778-1857)
- 1857-1888 : Charles Manners (1815-1888)
- 1888-1906 : John Manners (1818-1906)
- 1906-1925 : Henry Manners (1852-1925)
- 1925-1940 : John Manners (1886-1940)
- 1940-1999 : Charles Manners (1919-1999)
- depuis 1999 : David Manners (né en 1959)